# Diocèse de Dunkeld
Le diocèse de Dunkeld (en latin : dioecesis Dunkeldensis ; en anglais : diocese of Dunkeld) est une Église particulière de l'Église catholique en Écosse.
Il est suffragant de l'archidiocèse de Saint Andrews et Édimbourg. Il a été constitué en 1878 et l'on comptait en 2004 près de 43 000 baptisés pour 400 000 habitants.